# Dulce Nombre de la Virgen María

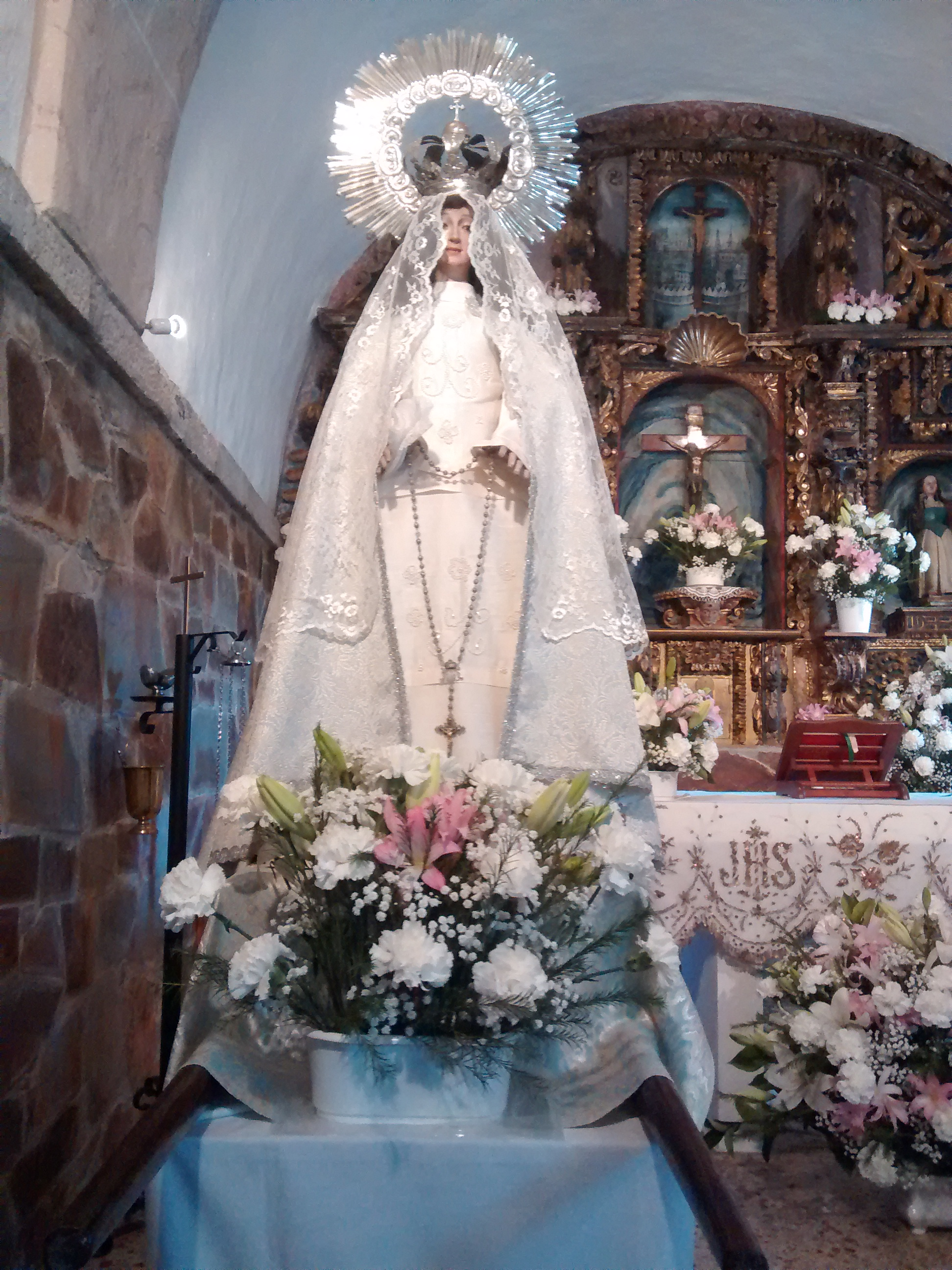
Dulce Nombre de María en la iglesia parroquial de Santa María de Zardaín (Tineo - Asturias)

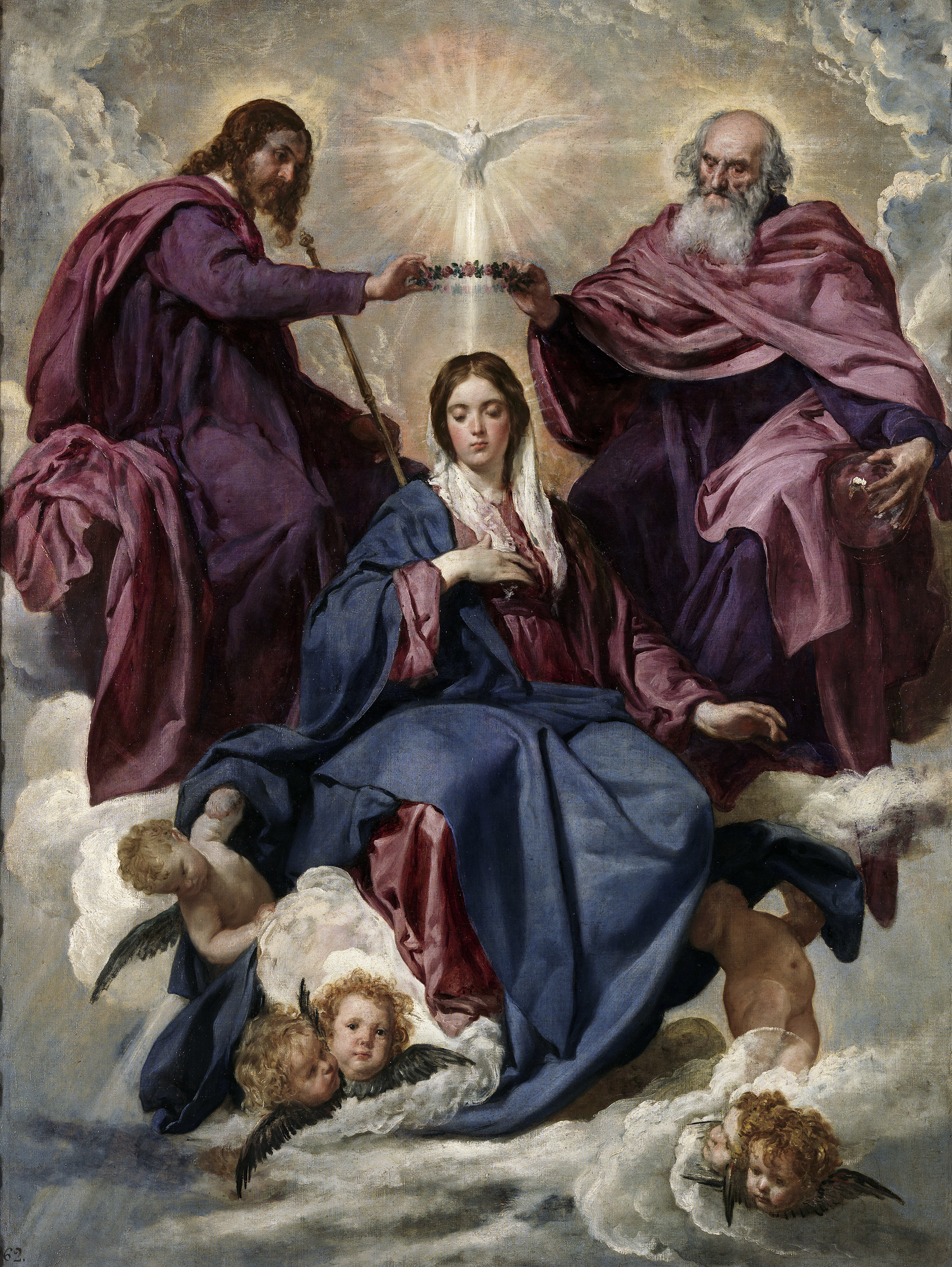
Bienaventurada Virgen María, por Diego Velázquez

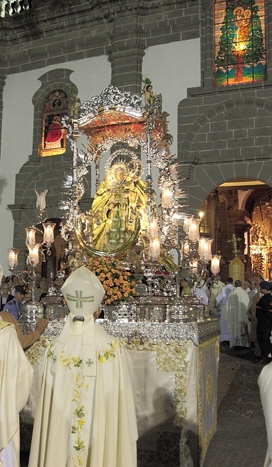
En la Villa Mariana de Teror se conmemora la Festividad del Dulce Nombre de la Virgen María, en honor a la Virgen del Pino.

Dulce Nombre de la Virgen María hace referencia a la festividad litúrgica cristiana, con motivo de la conmemoración del nombre de María, madre de Jesucristo. María (en arameo מרים Mariam) es el nombre que se usa en los evangelios para referirse a la madre de Jesús de Nazaret. Para los cristianos católicos, ortodoxos, coptos, anglicanos y otros grupos cristianos orientales, son más usadas las expresiones «Santísima Virgen María», «Virgen María» y «Madre de Dios». La Iglesia católica celebra su memoria litúrgica el 12 de septiembre. 

## Dulce Nombre
Según se cuenta, el origen del Dulce Nombre de María hace referencia a los cuatro días después del nacimiento de la Virgen, en el cual sus padres le pusieron el Nombre.

## Popularidad del Dulce Nombre de María
El hecho de que la Santísima Virgen lleve el nombre de María es el motivo de esta festividad, instituida con el objeto de que los fieles encomienden a Dios, a través de la intercesión de la Virgen María, las necesidades de la iglesia, le den gracias por su omnipotente protección y sus innumerables beneficios, en especial los que reciben por las gracias y la mediación de la Virgen María. 
Por primera vez, se autorizó la celebración de esta fiesta en el año 1513, en la ciudad española de Cuenca; desde ahí se extendió por toda España y en 1683, el Papa Inocencio XI la admitió en la iglesia de occidente como una acción de gracias por el levantamiento del sitio a Viena y la derrota de los turcos por las fuerzas de Juan III Sobieski, rey de Polonia.
Esta conmemoración es probablemente algo más antigua que el año 1514, aunque no se tienen pruebas concretas sobre ello. Todo lo que podemos decir es que la gran devoción al Santo Nombre de Jesús, que se debe en parte a las predicaciones de San Bernardino de Siena, abrió naturalmente el camino para una conmemoración similar del Santo Nombre de María.

## Festividades
- En Barcelona, se celebra la Festividad del Dulce Nombre, en honor a la Virgen de Montealegre.
- En Gran Canaria, la Villa Mariana de Teror, festejan tal Festividad de la Virgen del Pino como Patrona de la Villa Mariana de Teror ya que su Festividad Litúrgica es el 8 de septiembre que se celebra como Patrona de la Diócesis de Canarias.
- En Mallorca, la Virgen de Lluc recibe a cientos de visitantes en el día del Dulce Nombre.
- En Segovia, se celebra la Festividad Litúrgica del Dulce Nombre en honor a Nuestra Señora del Henar.
- En Robledo de Chavela (Madrid), se celebra la onomástica de Nuestra Señora del Dulce Nombre de María de la Antigua.
- En El Viso del Alcor (Sevilla), se celebra la onomástica de su patrona, Santa María del Alcor.
- En Alcalá de Guadaíra (Sevilla), se celebra en la Parroquia de San Sebastián la Festividad de Santa María del Dulce Nombre, titular de la Hermandad de Caridad del Dulce Nombre de María, con Solemne Función en su honor, precedida por un Triduo en los días anteriores. Cuando el 12 de septiembre coincide en domingo, se celebra Gloriosa Procesión Matinal con la Santísima Virgen por las calles de la feligresía.
- En Villafranca de Estíbaliz (Álava) se celebra en el Santuario de advocación homónima, la festividad de esta Virgen cuyo nombre significa, del euskera, "la que proviene de la miel" o "la que es tan dulce como la miel".
- En Zardaín (Tineo - Asturias), se celebra en la iglesia parroquial de Santa María la Festividad del Dulce Nombre de María como fiesta mayor de dicha localidad.
- En Nicaragua (Managua)se celebra en la capilla "Dulce Nombre de María" el 12 de septiembre con la Liturgia y días anteriores se realizan actividades culturales, novena y alborada en honor a la Patrona.